# МДР-5
 МДР-5 (Морской Дальний Разведчик) — летающая лодка, разработанная в 1938 году в ОКБ под руководством Г. М. Бериева. Основным назначением самолёта значилась разведка удаленных районов моря и баз, а также сопровождение тяжелых бомбардировщиков. Самолёт показал недостаточные лётные характеристики, поэтому в серии не строился.

## Конструкция
МДР-5 - подкосный лодочный моноплан с центропланом на широком пилоне цельнометаллической конструкции с двумя двигателями. Во избежание коррозии все материалы подвергались специальными поверхностными покрытиями: анодирование, фосфатирование и т.д. Вся наружная клепка выполнялась впотай. Экипаж из пяти человек.
- Фюзеляж - двухреданная лодка средней килеватости. Реданы - прямые в плане. Кабина пилота закрывалась обтекаемым фонарем, с наклоненными вперед ветровыми стеклами. Кабина штурмана располагалась в носовой части лодки. Для обзора по вертикали в кабине штурмана были предусмотрены наклонные иллюминаторы.[2]
- Крыло - состоит из центроплана и двух отъёмных консолей, имеющие заметное сужение и законцовки овальные в плане. Крыло высокорасположенное опиралось на пилон над лодкой и подкреплялось подкосами. Под крылом располагались неубираемые поплавки остойчивости на параллельных стойках, подкрепленных расчалками. На случай потери одного из поплавков в консоли крыла предусматривалось устройство, обеспечивающее плавание гидросамолета.[2]
- Хвостовое оперение - стабилизатор с рулями высоты и киль с рулями направления. Стабилизатор жестко закреплялся на киле. Стабилизатор непереставной. Рули высоты были снабжены триммерами. Киль выполнялся как единое целое с хвостовой частью фюзеляжа. На рулях направления устанавливались триммеры.[2]
- Силовая установка - два поршневых двигателя водяного охлаждения. Двигатели располагались на передней кромке крыла. Винты трёхлопастные, диаметром 3,4 м, с изменяемым на земле шагом.[2]

## История
Всего было выпущено два экземпляра, причём один в варианте амфибии. Однако, позднее, по условиям мореходности, шасси было снято. Самолёт оказался перетяжелённым, его лётные характеристики (в основном, продолжительность и дальность полёта) значительно уступали зарубежным самолётам аналогичного назначения. В серии не строился.

## ЛТХ
Источник данных: 

Технические характеристики
- Экипаж: 5 чел.
- Длина: 15,88 м
- Размах крыла: 25 м
- Высота:
- Площадь крыла: 78,50 м²
- Масса пустого: 6083 кг
- Нормальная взлётная масса: 8000 кг
- Максимальная взлётная масса: 9200 кг
- Силовая установка: 2 × ПД М-87А
- Мощность двигателей: 2 × 950 л.с.

Лётные характеристики
- Максимальная скорость:  
  - У земли: 283 км/ч
  - На высоте: 345 км/ч
- Крейсерская скорость: 242 км/ч
- Практическая дальность: 2415 км
- Практический потолок: 8150 м
- Скороподъёмность: 278 м/мин

Вооружение
- Стрелково-пушечное: 3 × 7,62-мм пулемета ШКАС
- Боевая нагрузка: до 1000 кг бомб (в перегрузку)